# Rhene brevipes
Rhene brevipes is een spinnensoort in de taxonomische indeling van de springspinnen (Salticidae).
Het dier behoort tot het geslacht Rhene. De wetenschappelijke naam van de soort werd voor het eerst geldig gepubliceerd in 1891 door Tord Tamerlan Teodor Thorell.